# Xã Read, Quận Clayton, Iowa
Xã Read (tiếng Anh: Read Township) là một xã thuộc quận Clayton, tiểu bang Iowa, Hoa Kỳ. Năm 2010, dân số của xã này là 331 người.